# El gato montés (chanson)
Pour l'opéra d'où la chanson est extraite, voir El gato montés.
El gato montés (en espagnol le chat sauvage) est un paso doble tiré d'un opéra en trois actes du même nom écrit par Manuel Penella en 1916. Il fait partie des paso dobles taurins les plus souvent interprétés dans les arènes lors des corridas